# Алессіо Черчі
Алессіо Черчі (італ. Alessio Cerci, нар. 23 липня 1987, Веллетрі) — італійський футболіст, півзахисник мадридського «Атлетіко» та національної збірної Італії. На умовах оренди грає за «Дженоа».

## Клубна кар'єра
Народився 23 липня 1987 року в місті Веллетрі. Вихованець футбольної школи «Роми». Дорослу футбольну кар'єру розпочав 2003 року в основній команді того ж клубу, в якій провів три сезони, однак заграти не зумів, провівши за цей час лише п'ять матчів за головну команду в усіх турнірах.
Через це з 2006 по 2009 рік Черчі по сезону грав на правах оренди за «Брешію», «Пізу» та «Аталанту», після чого повернувся в «Рому», де провів ще один сезон, але знову закріпитись в основному складі не зумів, виступаючи здебільшого в Лізі Європи.
Своєю грою за останню команду привернув увагу представників тренерського штабу «Фіорентини», до складу якої приєднався 26 серпня 2010 року. Відіграв за «фіалок» наступні два сезони своєї ігрової кар'єри. Більшість часу, проведеного у складі «Фіорентини», був основним гравцем команди.
До складу клубу «Торіно» приєднався 23 серпня 2012 року. Відіграв протягом двох сезонів за туринську команду 72 матчі в національному чемпіонаті.
1 вересня 2014 року уклав трирічний контракт з мадридським «Атлетіко». Проте заграти на належному рівні в Іспанії гравцеві не вдалося і, пропвівши за «Атлетіко» лише 9 матчів у різних турнірах, Черчі на початку січня 2015 року повернувся на батьківщину, приєднавшись на умовах оренди на 18 місяців до складу «Мілана».

## Виступи за збірні
2003 року дебютував у складі юнацької збірної Італії, взяв участь у 27 іграх на юнацькому рівні, відзначившись 7 забитими голами.
Протягом 2005–2009 років залучався до складу молодіжної збірної Італії, разом з якою брав участь у молодіжному Євро-2009, де Італія дійшла до півфіналу. Всього на молодіжному рівні зіграв у 8 офіційних матчах, забив 2 голи.
22 березня 2013 року дебютував в офіційних матчах у складі національної збірної Італії в товариській грі зі збірною Бразилії. 
У складі збірної був учасником розіграшу Кубка Конфедерацій 2013 року у Бразилії.
Наразі провів у формі головної команди країни 14 матчів.

## Статистика виступів

### Статистика клубних виступів
Статистика станом на 19 травня 2013
| Сезон                  | Команда                | Чемпіонат | Чемпіонат | Чемпіонат | Національний кубок | Національний кубок | Національний кубок | Єврокубки | Єврокубки | Єврокубки | Інші змагання | Інші змагання | Інші змагання | Усього | Усього |
| Сезон                  | Команда                | Ліга      | Ігор      | Голів     | Ліга               | Ігор               | Голів              | Ліга      | Ігор      | Голів     | Ліга          | Ігор          | Голів         | Ігор   | Голів  |
| ---------------------- | ---------------------- | --------- | --------- | --------- | ------------------ | ------------------ | ------------------ | --------- | --------- | --------- | ------------- | ------------- | ------------- | ------ | ------ |
| 2003-04                | «Рома»                 | A         | 1         | 0         | КІ                 | 0                  | 0                  | КУЄФА     | 0         | 0         |               | —             | —             | 1      | 0      |
| 2004-05                | «Рома»                 | A         | 2         | 0         | КІ                 | 0                  | 0                  | ЛЧ        | 0         | 0         |               | —             | —             | 2      | 0      |
| 2005-06                | «Рома»                 | A         | 1         | 0         | КІ                 | 1                  | 0                  | КУЄФА     | 0         | 0         |               | —             | —             | 2      | 0      |
| 2006-07                | «Брешія»               | B         | 21        | 0         | КІ                 | 2                  | 0                  |           | —         | —         |               | —             | —             | 23     | 0      |
| 2007-08                | «Піза»                 | B         | 26        | 10        | КІ                 | 2                  | 0                  |           | —         | —         |               | —             | —             | 28     | 10     |
| 2008-09                | «Аталанта»             | A         | 13        | 0         | КІ                 | 1                  | 0                  |           | —         | —         |               | —             | —             | 14     | 0      |
| 2009-10                | «Рома»                 | A         | 9         | 0         | КІ                 | 2                  | 0                  | ЛЄ        | 8         | 3         |               | —             | -             | 19     | 3      |
| Усього за «Рому»       | Усього за «Рому»       |           | 13        | 0         |                    | 3                  | 0                  |           | 8         | 3         |               | —             | —             | 24     | 3      |
| 2010-11                | «Фіорентина»           | A         | 24        | 7         | КІ                 | 3                  | 1                  |           | —         | —         |               | —             | —             | 27     | 8      |
| 2011-12                | «Фіорентина»           | A         | 23        | 5         | КІ                 | 3                  | 3                  |           | —         | —         |               | —             | —             | 26     | 8      |
| Усього за «Фіорентину» | Усього за «Фіорентину» |           | 47        | 12        |                    | 6                  | 4                  |           | -         | -         |               | —             | —             | 53     | 16     |
| 2012-13                | «Торіно»               | A         | 35        | 8         | КІ                 | 0                  | 0                  |           | —         | —         |               | —             | —             | 35     | 8      |
| Усього за кар'єру      | Усього за кар'єру      |           | 155       | 30        |                    | 14                 | 4                  |           | 8         | 3         |               | —             | —             | 177    | 37     |

### Статистика виступів за збірну
Статистика станом на 15 червня 2013
| Дата      | Місто          | Господарі | Результат | Гості      | Турнір            | Голи | Примітки |
| --------- | -------------- | --------- | --------- | ---------- | ----------------- | ---- | -------- |
| 22-3-2013 | Женева         | Італія    | 2 – 2     | Бразилія   | товариський матч  | -    | 46'      |
| 26-3-2013 | Та'Калі        | Мальта    | 0 – 2     | Італія     | Відбір до ЧС 2014 | -    | 75'      |
| 31-5-2013 | Болонья        | Італія    | 4 – 0     | Сан-Марино | товариський матч  | -    | 49'      |
| 11-6-2013 | Ріо-де-Жанейро | Італія    | 2 – 2     | Гаїті      | товариський матч  | -    | 62'      |
| Усього    |                | Матчів    | 4         |            | Голів             | 0    |          |